# Campodenno
Campodenno település Olaszországban, Trento megyében. Lakosainak száma 1498 fő (2023. január 1.). Campodenno Denno, Spormaggiore, Sporminore, Ton és Ville d'Anaunia községekkel határos.

## Népesség
A település népességének változása:
| Lakosok száma | 1514 | 1486 | 1498 |
|               | 2017 | 2018 | 2023 |